# Pegsunercept
Pegsunercept là một loại thuốc để điều trị viêm khớp dạng thấp. Tính đến  tháng 1 năm 2010, Thử nghiệm lâm sàng giai đoạn II đã được hoàn thành. Nó đang được phát triển bởi Amgen.
Tương tự như etanercept, pegsunercept là một thụ thể yếu tố hoại tử khối u hòa tan. Pegsunercept là một protein PEGylate hóa.